# Mohamed Fofana (calciatore 7 marzo 1985)
Mohamed Fofana (Gonesse, 7 marzo 1985) è un ex calciatore maliano, di ruolo difensore.

## Caratteristiche tecniche
Giocava nel ruolo di difensore centrale.

## Carriera

### Club
Esordisce in Ligue 1 il 2 aprile 2005, contro il Metz. Con il Toulouse disputa otto stagioni. Nel luglio 2012 viene ingaggiato a titolo definitivo dal Reims. In quattro stagioni ha disputato 48 gare in Ligue 1, segnando una rete. Al termine della stagione 2015-2016, terminata con la retrocessione del club in Ligue 2. Il 28 giugno 2016 viene ingaggiato a titolo definitivo dal Lens, squadra militante in Ligue 2.

### Nazionale
Il 5 giugno 2011 esordisce con la nazionale maliana, in occasione della sconfitta contro lo Zimbabwe (1-2). In tutto colleziona cinque presenze in nazionale, senza gol all'attivo.

## Statistiche

### Presenze e reti nei club
| Stagione        | Squadra         | Campionato      | Campionato | Campionato | Coppe nazionali | Coppe nazionali | Coppe nazionali | Coppe continentali | Coppe continentali | Coppe continentali | Totale | Totale |
| Stagione        | Squadra         | Comp            | Pres       | Reti       | Comp            | Pres            | Reti            | Comp               | Pres               | Reti               | Pres   | Reti   |
| --------------- | --------------- | --------------- | ---------- | ---------- | --------------- | --------------- | --------------- | ------------------ | ------------------ | ------------------ | ------ | ------ |
| 2004-2005       | Tolosa          | L1              | 3          | 0          | CF+CdL          | 0+0             | 0+0             | -                  | -                  | -                  | 3      | 0      |
| 2005-2006       | Tolosa          | L1              | 4          | 0          | CF+CdL          | 0+1             | 0+0             | -                  | -                  | -                  | 5      | 0      |
| 2006-2007       | Tolosa          | L1              | 7          | 0          | CF+CdL          | 1+2             | 0+0             | -                  | -                  | -                  | 10     | 0      |
| 2007-2008       | Tolosa          | L1              | 20         | 1          | CF+CdL          | 1+1             | 0+0             | UCL+CU             | 2+3                | 0+0                | 27     | 1      |
| 2008-2009       | Tolosa          | L1              | 38         | 0          | CF+CdL          | 1+4             | 0+0             | -                  | -                  | -                  | 43     | 0      |
| 2009-2010       | Tolosa          | L1              | 17         | 1          | CF+CdL          | 2+1             | 0+0             | UEL                | 2                  | 0                  | 22     | 1      |
| 2010-2011       | Tolosa          | L1              | 21         | 0          | CF+CdL          | 1+1             | 0+0             | -                  | -                  | -                  | 23     | 0      |
| 2011-2012       | Tolosa          | L1              | 6          | 0          | CF+CdL          | 0+1             | 0+0             | -                  | -                  | -                  | 7      | 0      |
| Totale Tolosa   | Totale Tolosa   | Totale Tolosa   | 116        | 2          |                 | 17              | 0               |                    | 7                  | 0                  | 116    | 2      |
| 2012-2013       | Reims           | L1              | 15         | 1          | CF+CdL          | 1+0             | 0+0             | -                  | -                  | -                  | 16     | 1      |
| 2013-2014       | Reims           | L1              | 7          | 0          | CF+CdL          | 1+2             | 0+0             | -                  | -                  | -                  | 10     | 0      |
| 2014-2015       | Reims           | L1              | 13         | 0          | CF+CdL          | 0+0             | 0+0             | -                  | -                  | -                  | 13     | 0      |
| 2015-2016       | Reims           | L1              | 13         | 0          | CF+CdL          | 0+0             | 0+0             | -                  | -                  | -                  | 13     | 0      |
| Totale Reims    | Totale Reims    | Totale Reims    | 48         | 1          |                 | 4               | 0               | -                  | -                  | -                  | 52     | 1      |
| 2016-2017       | Lens            | L2              | 2          | 0          | CF+CdL          | 0+0             | 0+0             | -                  | -                  | -                  | 2      | 0      |
| Totale carriera | Totale carriera | Totale carriera | 166        | 3          |                 | 21              | 0               |                    | 7                  | 0                  | 194    | 3      |